# 羅牧
羅牧（1622年—1704年?），字飯牛，號雲庵，牧行者，江西寧都人，旅居南昌百花洲。清代畫家。
少年得吳江魏石床傳授，能詩善飲，又善品茗。為人敦厚，重友誼，工楷書，擅畫山水，畫風恣肆奇縱、深沉粗獷，筆意在董（源）、黃（公望）之間，時人推為妙品，世稱“江西派”，卒年不詳，康熙十六年時尚在。

## 作品
- 《林壑蕭疏圖》
- 《林壑高远图》轴，藏于上海博物馆